# Holstebrogade
Holstebrogade er en gade beliggende på Østerbro i København. Gaden ligger mellem Middelfartgade og Vordingborggade, samt krydser Ringkøbinggade.

## Baggrund og navngivning
Gaden er opkaldt efter den vestjyske by Holstebro og følger Østerbros navnetradition, hvor mange gader er navngivet efter danske provinsbyer. Holstebrogade blev navngivet i 1919, som en del af den videre udbygning af kvarteret nord for Århusgade. Området blev oprindeligt projekteret omkring år 1900, men i Holstebrogade kom bebyggelsen først til noget senere.